# Neochodaeus frontalis
Neochodaeus frontalis là một loài bọ cánh cứng trong họ Ochodaeidae. Loài này được LeConte miêu tả khoa học đầu tiên năm 1863.